# Vanderlan Bolzani
Vanderlan da Silva Bolzani (Santa Rita, 19 de novembro de 1949,Paraíba), é uma cientista brasileira.
Professora titular do Instituto de Química de Araraquara da Universidade Estadual Paulista (UNESP) e membro da coordenação do programa BIOTA-FAPESP. Até 2010 foi presidente da Sociedade Brasileira de Química. V. Bolzani é formada em Farmácia pela Universidade Federal da Paraíba. É mestre em química orgânica e doutora em ciências, ambos os títulos obtidos pelo Instituto de Química da Universidade de São Paulo (USP).
Em 2011 foi homenageada no Congresso Mundial de Química da União Internacional de Química Pura e Aplicada (IUPAC, na sigla em inglês), como 2011 Distinguished Women in Chemistry or Chemical Engineering, concedido pela Sociedade Química Norte-Americana (ACS, na sigla em inglês). O objetivo do prêmio é o reconhecimento do trabalho de químicas e engenheiras químicas em todo mundo. Bolzani é a única brasileira e representante da América Latina entre as 23 cientistas de vários países que recebeu a distinção. Entre elas também está a ganhadora do Prêmio Nobel de Química em 2009, Ada Yonath.
Em 2010, também recebeu outro título até então inédito para um pesquisador da América Latina: o de fellow da Royal Society of Chemistry, uma das mais conceituadas e tradicionais sociedades científicas do mundo.
Em 2019, a Sociedade Brasileira de Química criou o prêmio Vanderlan da Silva Bolzani, com o objetivo de reconhecer mulheres que se destacam na área de Química e que contribuem para o fortalecimento da associação. As primeiras recipientes do prêmio Vanderlan da Silva Bolzani foram a química Maria Domingues Vargas, da Universidade Federal Fluminense, e Dirce Maria Fernandes Campos, da Sociedade Brasileira de Química.